# Helvidius
Helvidius (c. 340 – c. 390) est un théologien chrétien romain qui fut peut-être disciple d'Auxence de  Milan, l'évêque arien de Milan qui précéda Ambroise.
Augustin d'Hippone le classe parmi les hérétiques.
Helvidius, réagissant au développement du monachisme et de l'ascèse, qui faisaient de Marie « toujours vierge » un modèle de chasteté et de pureté, présenta, dans un de ses ouvrages, la mère de Jésus de Nazareth à la fois comme un exemple de vie virginale et comme une mère de famille.
Selon Helvidius et de nombreux penseurs des premiers siècles du christianisme, comme Tertullien, les proches de Jésus étaient les enfants de Joseph et de Marie. Helvidius estime que le monachisme et ses aspirations au célibat sont responsables de l'oubli dans lequel est tombé cet aspect familial, au profit de l'aspect ascétique.
Quelques décennies plus tard, Jérôme de Stridon réagit à ses écrits dans son ouvrage Contre Helvidius.
Helvidius affirmait l'égalité entre le mariage et le célibat et critiquait en particulier les vœux monastiques féminins, inexistants dans les Écritures. Il affirmait que Marie avait eu avec Joseph une vie conjugale normale et lui avait donné des enfants après la naissance de Jésus. Ce courant de pensée resta limité à de petites communautés de croyants, comme le mouvement dit des antimariani (it) (appellation donnée par leurs opposants, mais qui ne correspond pas à une dénomination qu'ils s'appliquaient eux-mêmes, n'étant pas « adversaires » ou « opposés » à Marie, mais seulement Chrétiens croyant en la maternité de Marie en tant qu'épouse de Joseph, biologiquement mère des frères et sœurs de Jésus) qui prit racine en Arabie et s'y maintint jusqu'à la fin du IVe siècle. Il fut partagé notamment par l'évêque Bonoso di Sardica (it) et par Jovinien.
Les théories d'Helvidius sont aujourd'hui répandues dans les milieux protestants et reprises par certains catholiques, en désaccord avec le magistère de l'Église catholique, comme l'Américain  John Paul Meier.